# Massimo Cirri

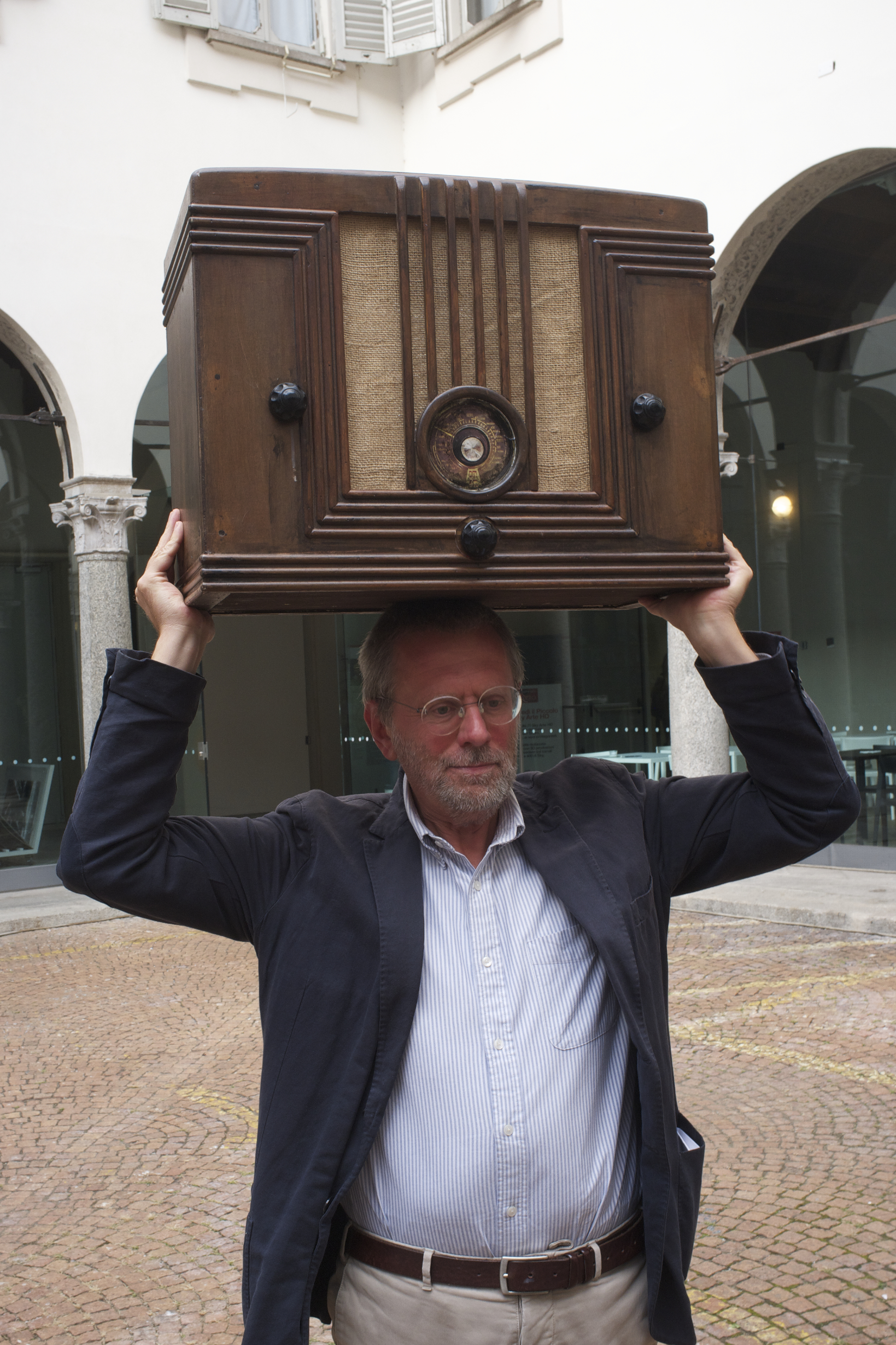
Massimo Cirri

Massimo Cirri (Carmignano, 27 dicembre 1958) è un conduttore radiofonico e psicologo italiano.

## Biografia
Nel 1982 consegue la laurea in Psicologia all'Università degli Studi di Padova. Dal luglio 1983 lavora nei servizi pubblici di salute mentale.
Tra gli anni '80 e gli anni '90, parallelamente alla sua attività di psicologo, collabora all'emittente libera milanese Radio Popolare  e la bolognese Radio Città del Capo. Risale a questo periodo la trasmissione Borderline, ideata e condotta, insieme a Cirri, da Sergio Ferrentino e Ivano Casamonti.
Nel gennaio 1997 Cirri e Ferrentino passano a Radio Rai, dove creano la celebre trasmissione pomeridiana Caterpillar. Nel cast di Caterpillar si aggiungeranno presto Marco Ardemagni e Filippo Solibello, anche loro con precedenti esperienze a Radio Popolare. Nel 2011 viene affiancato alla conduzione della trasmissione da Antonio Di Bella e da Paolo Maggioni, mentre Solibello e Ardemagni passano a condurre Caterpillar AM assieme a Benedetta Tobagi. Dal 2014 conduce la trasmissione con Sara Zambotti
Cirri lavora per l'ASL di Trieste, ed è ai microfoni di Radio2, sempre per Caterpillar. Ha iniziato anche a dedicarsi a collaborazioni teatrali, scrivendo spettacoli per Lella Costa.
Nel 2023 acquista all'asta il cimitero di Salecchio, frazione di Palazzuolo sul Senio, dove svolge attività culturali.

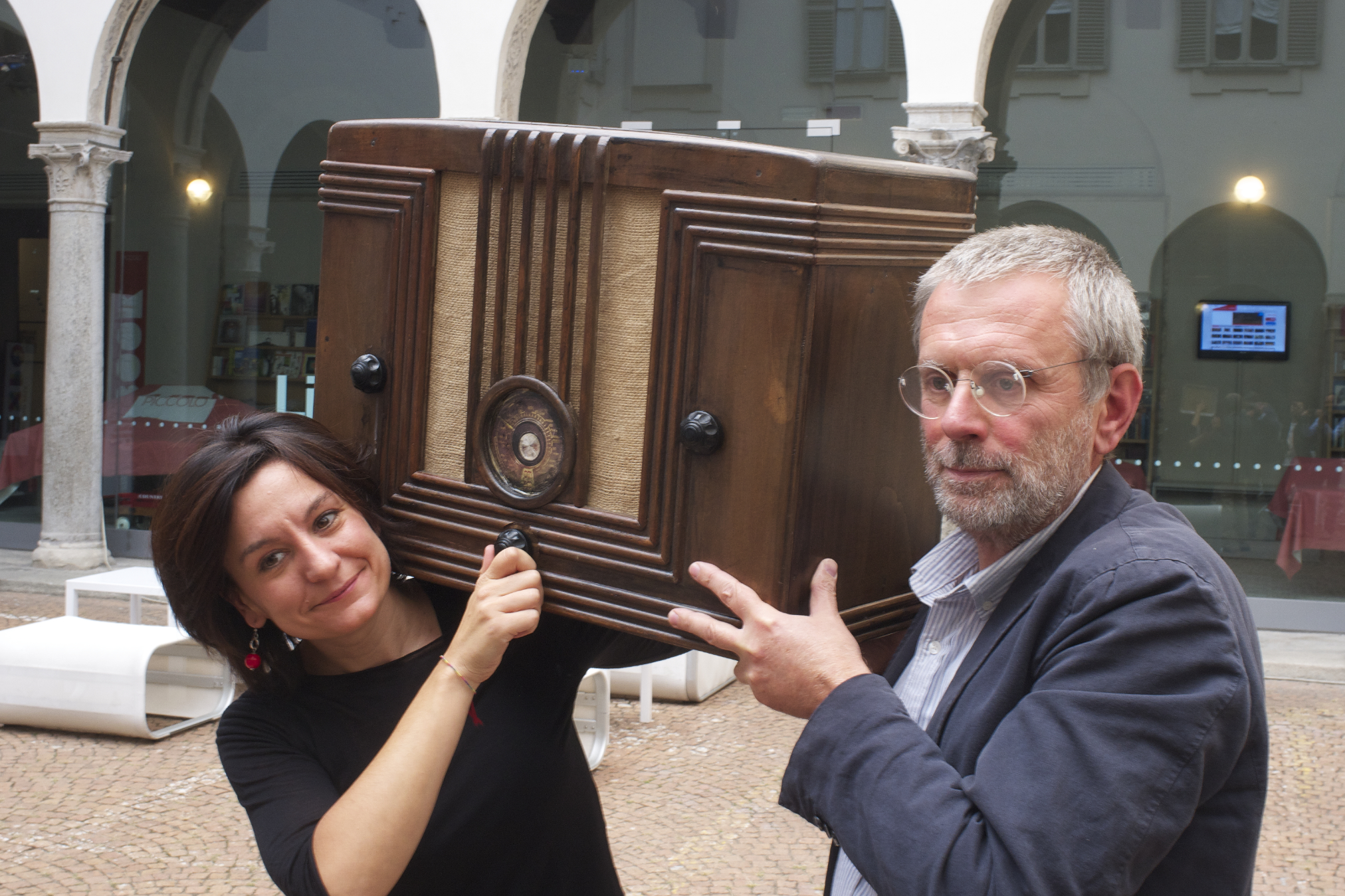
Cirri e Sara Zambotti nel 2014

## Riconoscimenti
Il 7 dicembre 2007 è stato insignito dell'Ambrogino d'oro assieme a Caterina Caselli e Filippo Solibello.
Il 26 novembre 2011, presso i laboratori della Scuola Alberghiera Pellegrino Artusi di Riolo Terme, la locale sezione dell'AVIS (donatori sangue) gli ha consegnato il Premio nazionale “un và a zezz” 2011.
Nel 2016 ha ricevuto con la collega Sara Zambotti il Premio Nazionale Cultura della Pace per la trasmissione Caterpillar.

## Opere

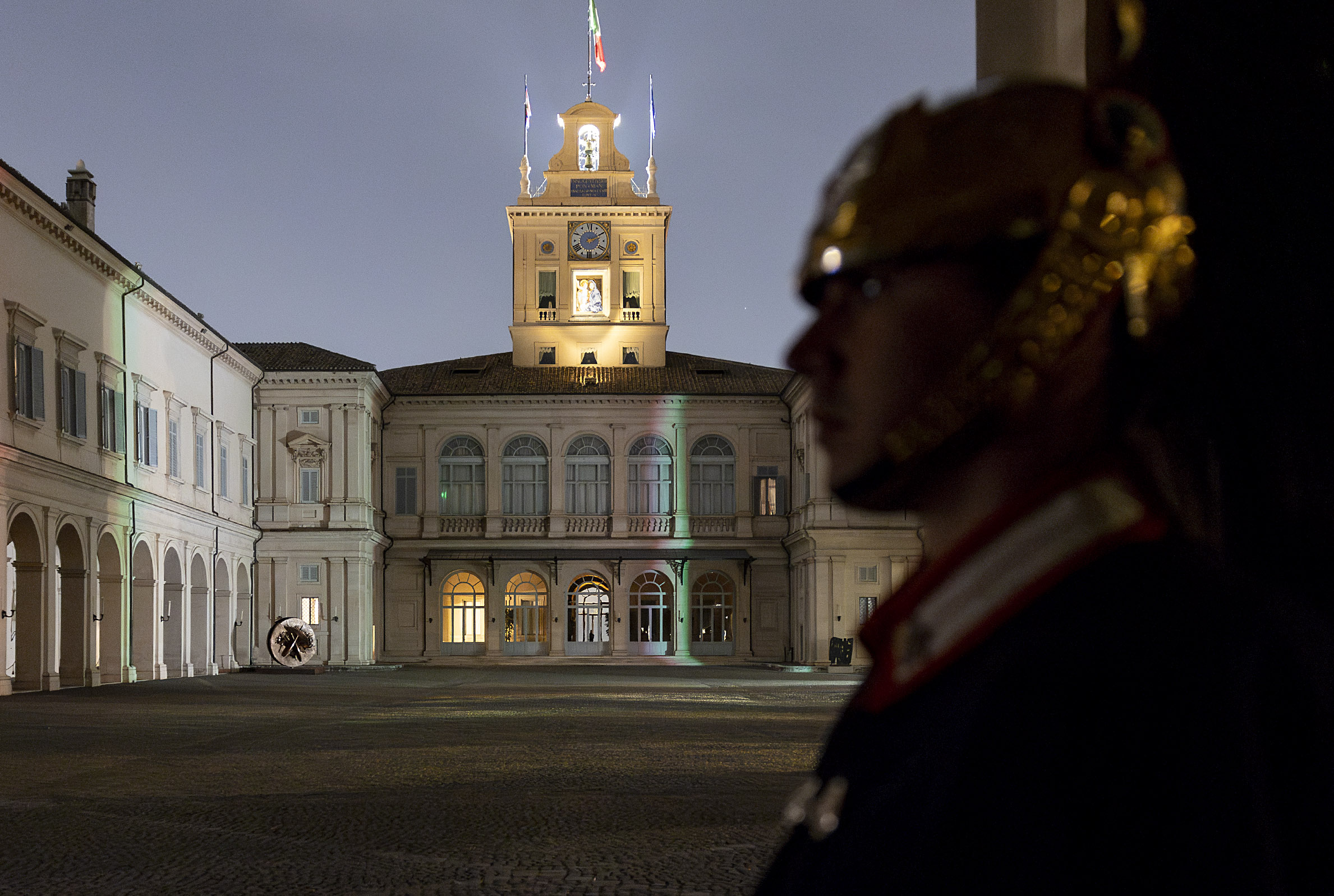
La Presidenza della Repubblica Italiana aderisce all'iniziativa M'illumino di meno, campagna di sensibilizzazione sulla razionalizzazione dei consumi energetici ideata e promossa dalla trasmissione Caterpillar di Rai Radio 2 e condotta sa Sara Zambotti e Massimo Cirri. In foto lo spegnimento delle luci del Palazzo del Quirinale con corazziere in primo piano. (16 febbraio 2024)

- Massimo Cirri, Chiara D'Ambros, Quello che serve. Un racconto tra malattia, cura e Servizio Sanitario Nazionale, Lecce, Manni Editori, 2022.
- Massimo Cirri, Sette tesi sulla magia della radio, Bompiani, 2017. ISBN 978-88-45-29349-8
- Massimo Cirri, Un'altra parte del mondo, Feltrinelli, 2016. ISBN 978-88-07-03191-5
- Massimo Cirri, Il tempo senza lavoro, Feltrinelli, 2013. ISBN 978-88-07-49145-0
- Massimo Cirri, Qui ci vuole una trama! Storie di tessitori sociali, Corriere della Sera (i Corsivi), 2013.
- Massimo Cirri, Dialogo sullo –Spr+Eco. Formule per non alimentare lo spreco, con Andrea Segrè, Milano, Paperback, 2010.
- Massimo Cirri, A colloquio. Tutte le mattine al Centro di salute mentale, Milano, Feltrinelli, 2009.
- Massimo Cirri, Filippo Solibello, Nostra eccellenza, Milano, Chiarelettere, 2008.